# Polylactid-co-Glycolid
Poly(lactid-co-glycolid) (PLGA) ist ein Copolymer aus den Monomeren Lactid und Glycolid, welche in verschiedenen Verhältnissen eingesetzt werden können. Es bildet sich ein Polyester aus D,L-Milchsäure und Glycolsäure, welcher vom menschlichen Körper leicht abgebaut werden kann.

## Verwendung
PLGA wird als chirurgisches Nahtmaterial eingesetzt (Vicryl).
In der Pharmazie dient PLGA als Hilfsstoff für die Herstellung von Depotarzneiformen, insbesondere Implantaten, Mikropartikeln oder In-situ-Systemen. Bei letzteren entsteht die Depotarzneiform erst nach der Verabreichung des Arzneimittels im Körper des Patienten, etwa durch Verfestigung einer injizierten Lösung bzw. Suspension zu einem In-situ-Implantat. Zukünftig sollen auch PLGA-Nanopartikel als Träger für Arzneistoffe dienen, womit sich beispielsweise eine Absorptionskinetik nullter Ordnung erzwingen und damit trotz peroraler Applikation der First-Pass-Effekt vermeiden ließe.